# Body (indumento)

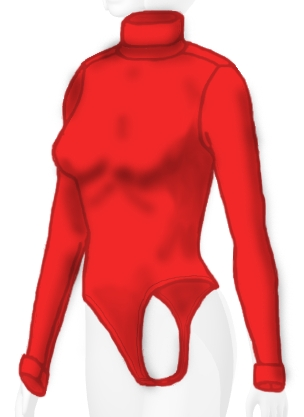
Un body di colore rosso.

Il body è un capo di abbigliamento, generalmente femminile, realizzato in tessuto elasticizzato che copre completamente il busto dell'indossatore restando aderente al corpo: è l'equivalente di t-shirt e mutanda in un unico indumento; può avere tutte le varianti che questi includono (maniche lunghe, corte, sbracciato; slip, tanga, culotte, etc). Incorpora molto spesso, inoltre, un reggiseno.
È simile al baby-doll ma, al contrario di questo, il body è aderente, e con la chiusura sotto il cavallo (a volte dotata di bottoni per indossarlo e per motivi di praticità igienica).

## Storia
Nato negli anni venti, attualmente il body è considerato principalmente un capo di biancheria intima, o per lo sport.
Tuttavia negli anni settanta era di moda indossare il body come abbigliamento per la discoteca, semplicemente al di sotto di una minigonna, questo perché l'apertura a bottone permetteva più facilmente alle ragazze di scoprire la zona genitale sia per l'espletamento delle funzioni fisiologiche sia per avere rapporti sessuali.

## Uso
Il body può essere utilizzato sia come indumento intimo (comodo soprattutto per la maggiore copertura nei mesi invernali), sia come maglietta, sia come indumento sportivo, eccetto alcune lezioni di repertorio classico, le lezioni di danza classica richiedono come abbigliamento collant rosa e body. In molte scuole di balletto, il colore ed il modello dei body cambiano in base al livello delle ballerine.
Sebbene il body sia identificato principalmente come indumento femminile, sempre più frequentemente si trovano in commercio modelli unisex adatti anche per l'uomo, che può così approfittare dei suoi vantaggi e della sua comodità.